# Agammaglobulinemia legata al sesso
Per agammaglobulinemia legata al sesso conosciuta anche con il nome di malattia di Bruton o XLA (X-linked agammaglobulinemia) in campo medico, si intende una forma specifica di agammaglobulinemia congenita.

## Epidemiologia
Colpisce individui di sesso maschile solitamente in età infantile, raramente ha insorgenza tardiva. Si tratta di una malattia rara, con incidenza 1 su 100 000 individui di sesso maschile nati vivi. Le femmine sono portatrici sane.

## Storia
La sindrome deve il suo nome a colui che ha descritto il quadro clinico per primo, il medico Ogden Carr Bruton nel 1952.

## Sintomatologia
Le prime manifestazioni compaiono dopo i primi 6 mesi di vita, in seguito alla perdita degli anticorpi circolanti di origine materna (IgG). Nel bambino affetto da XLA, a causa di una mutazione a carico del gene BTK, non è possibile lo sviluppo di linfociti B maturi: per questo si osserva una forte carenza di linfociti B circolanti e di immunoglobuline sieriche, con conseguente severa compromissione delle funzionalità del sistema immunitario. Tipica dei pazienti affetti da XLA è l'insorgenza di infezioni batteriche ricorrenti (otite media, sinusite, bronchite, polmonite, meningite, diarrea, artrite settica ed infezioni cutanee) prima dei 5 anni di età e assenza o atrofia di tonsille e linfonodi. I pazienti con XLA sono inoltre maggiormente inclini a sviluppare malattie autoimmuni rispetto ai non affetti. Non mostrano invece una aumentata suscettibilità alle infezioni virali. 

## Eziologia
La causa è genetica. Lo sviluppo della patologia è legato a difetti a carico del gene BTK (Bruton's tyrosine kinase), localizzato sul cromosoma Xq21.3-22 e coinvolto nei processi di maturazione e differenziamento dei linfociti B. Sono state identificate più di 500 diverse mutazioni causative della patologia in tutti i domini della BTK.

## Diagnosi
Per diagnosticare la malattia occorre considerare il quadro clinico, indagini di laboratorio, test genetici e storia familiare. Il quadro clinico comprende l'insorgenza di infezioni batteriche ricorrenti nei primi 5 anni di età e lo scarso sviluppo di tonsille e linfonodi. Ai test di laboratorio risulta una forte diminuzione della concentrazione dei linfociti B circolanti (<1% nel sangue periferico) ed una forte diminuzione della concentrazione delle immunoglobuline sieriche (IgG<220 mg/dL; IgA e IgM<20 mg/dL). I test genetici possono essere impiegati per individuare varianti patogeniche del gene BTK e quindi confermare la diagnosi di XLA. Trattandosi di una malattia con trasmissione legata al cromosoma X importante è anche considerare la storia familiare, ponendo particolare attenzione alla presenza di maschi affetti nella linea materna. Nel caso di gravidanze in cui si abbia un sospetto di XLA in base alla storia familiare è possibile effettuare test per la diagnosi pre-prenatale o addirittura test genetici pre-impianto. Sono stati sviluppati inoltre test per lo screening neonatale, così da poter identificare precocemente la patologia nei neonati.

## Terapia
Si somministrano immunoglobuline endovena in dosi da 200–500 mg/pro kg ogni 3 settimane, in compresenza di una terapia a scopo esclusivamente profilattico di tipo antibiotico.

## Prognosi
Grazie alle recenti scoperte in campo medico la prognosi è più favorevole di un tempo, rimane spesso mortale anche per colpa delle possibili complicanze fra cui l'insufficienza polmonare.